# Palazzo Tarsis
Palazzo Tarsis è un palazzo ottocentesco di Milano, in stile neoclassico, pesantemente risistemato nei suoi interni a seguito dei bombardamenti del 1943. Storicamente appartenuto al sestiere di Porta Nuova, si trova in via San Paolo al civico 1.

## Storia e descrizione

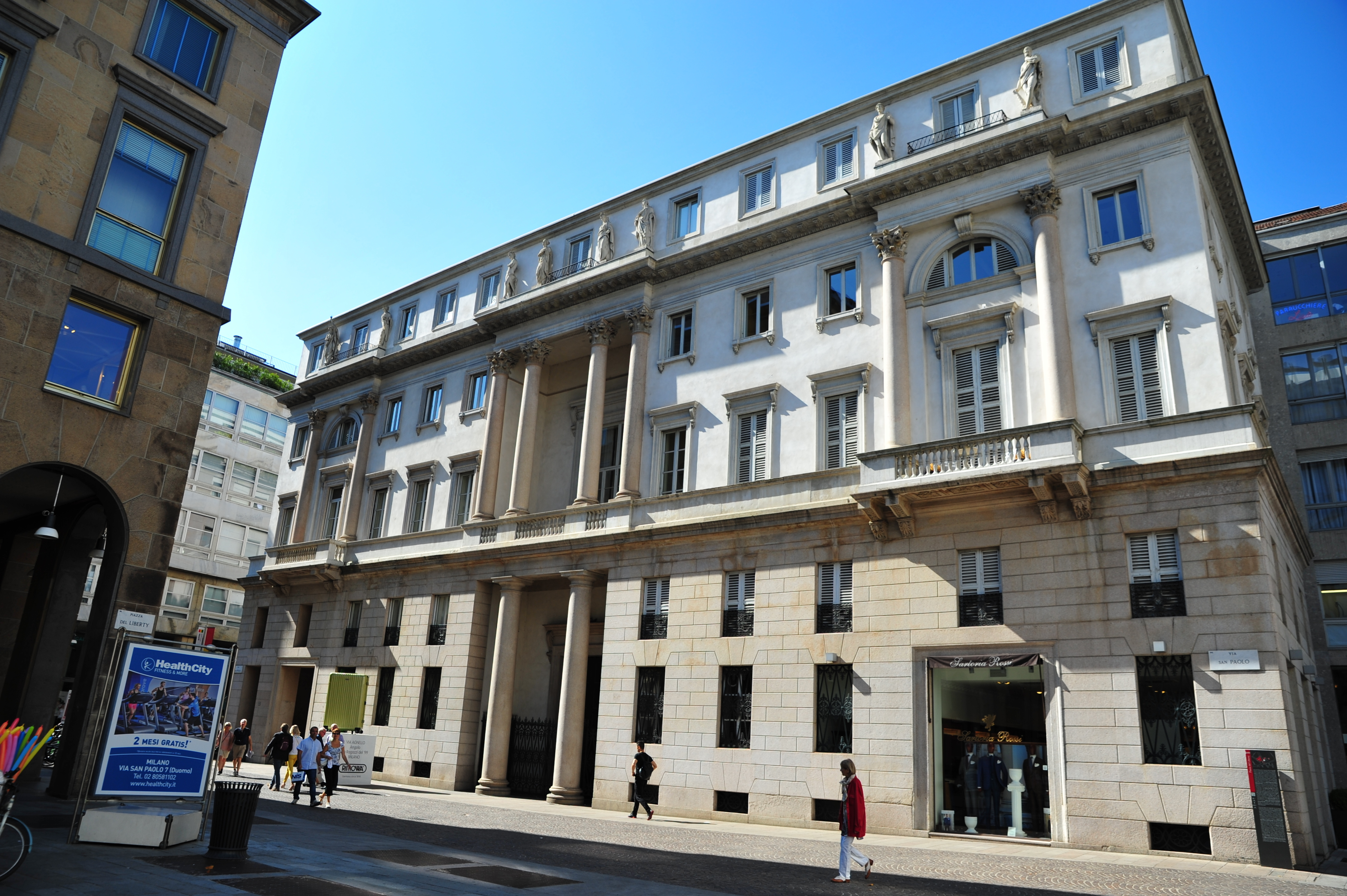
Palazzo Tarsis in Piazza del Liberty

Edificato fra il 1836 e il 1838 per volere del conte Paolo Tarsis dall'architetto Luigi Clerichetti laddove sorgeva la Chiesa di San Paolo in Compito, è una fra le ultime realizzazioni neoclassiche a Milano. L'edificio si presenta con una facciata caratterizzata nella sua parte centrale da un loggiato con colonne di ordine corinzio sovrastato, nella  parte superiore sopra il cornicione, da una serie di statue rappresentanti gli Dèi Consenti, opera degli scultori Luigi Marchesi e Gaetano Manfredini. Il portone d'ingresso è costituito da un portale arretrato e delimitato da due colonne di ordine tuscanico. Un secondo portone d'accesso non coerente con lo stile del palazzo è stato aperto successivamente, nel corso della seconda metà del Novecento.
Colpito da bombe incendiarie che ne distrussero gli interni durante i bombardamenti del 1943, mantiene oggi la configurazione d'origine, con l'ampia residenza della famiglia Tarsis (ancora oggi proprietaria del palazzo) e altri appartamenti più piccoli in affitto.